# 名古屋市玉野川学園

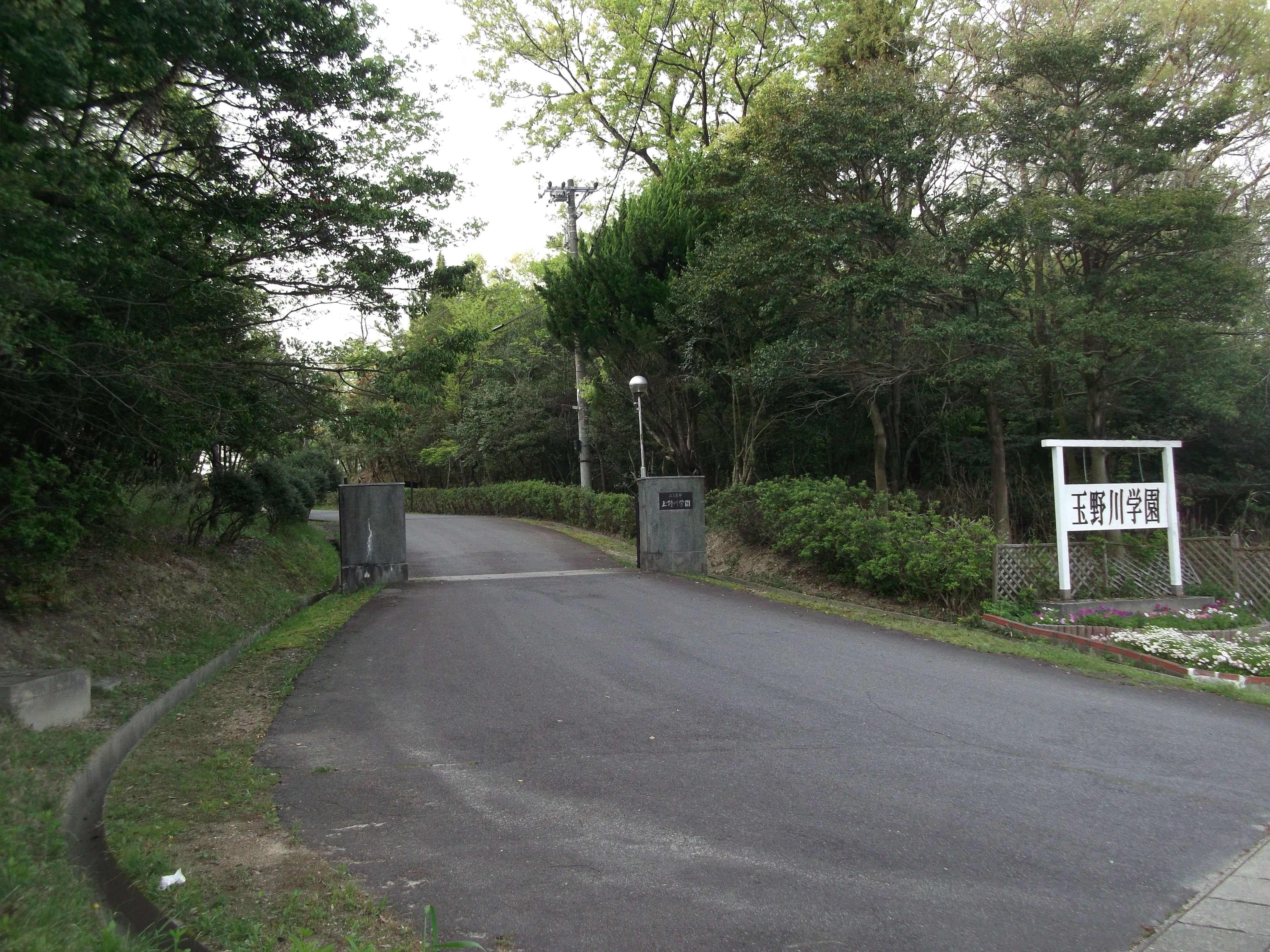
玉野川学園（2015年4月）

名古屋市玉野川学園（なごやしたまのがわがくえん）は、愛知県名古屋市守山区桜坂の児童自立支援施設。

## 概要
児童福祉法に基づく教護院として、1958年（昭和33年）10月1日に愛知県守山市大字下志段味字長廻間（当時、のちに名古屋市守山区桜坂五丁目）に設置された。施設内には名古屋市立志段味中学校および名古屋市立下志段味小学校の分教室が設置され、義務教育を施している。子ども青少年局子育て支援部が所管する。

## 所在地
- 愛知県名古屋市守山区桜坂五丁目114番地[4]